# Hełm HBT-02
Hełm HBT-02 – hełm balistyczny opracowany przez Maskpol przede wszystkim na potrzeby Sił Zbrojnych RP.

## Zamiar
HBT-02 powstał w ramach projektu Zaawansowanego Indywidualnego Systemu Bojowego „Tytan”. Jak informuje producent, firma Maskpol, hełm oferuje wysoki poziom ochrony balistycznej, a dzięki modułowej budowie może być wyposażony w dodatkowe elementy ochrony szczęki i twarzy. HBT-02 będzie dostępny w trzech rozmiarach, z możliwością precyzyjnego dopasowania do obwodu głowy użytkownika.

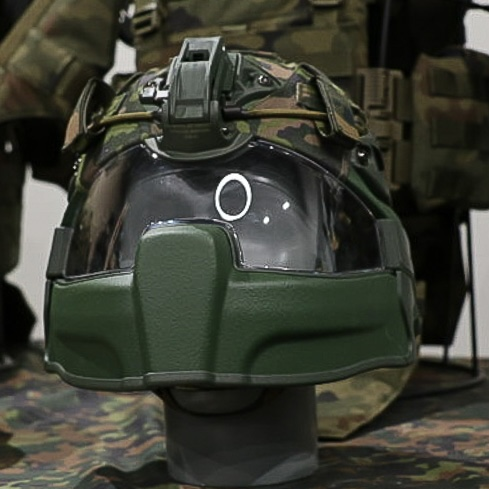

## Specyfikacje
- Absorbuje do 90% energii uderzenia przy dużej prędkości.

- kask z niskim wycięciem

- Linia boczna zakrywająca uszy. Jest to główna cecha odróżniająca go od hełmu HP-05, który ma „wysokie” wycięcie na bokach z wycięciem na słuchawki i maskę gazową[2][3].

## Operatorzy
Polska
Prototypy hełmu były testowane przez żołnierzy 18. Dywizji Zmechanizowanej. Pierwsze dostawy zaplanowano na rok 2025.

## Odniesienia
1. 1 2  PSO Maskpol zakończyło badania kwalifikacyjne hełmu HBT-02. zbiam.pl. [dostęp 2025-02-28].
2. 1 2  Hełmy – nowoczesne i na miarę. polska-zbrojna.pl. [dostęp 2025-02-28].
3. 1 2  Nowy hełm HBT-02 po badaniach. wmasg.com. [dostęp 2025-02-28].
4. ↑  Wojsko Polskie dostanie futurystyczne hełmy. Zakończono badania HBT-02. forsal.pl. [dostęp 2025-02-28].